# Monument à Carlos María de Alvear
Le Monument à Carlos María de Alvear (en espagnol : Monumento a Carlos María de Alvear) est une sculpture monumentale d'Antoine Bourdelle, érigée à Buenos Aires en Argentine en 1926 à la mémoire du général Carlos María de Alvear.

## Description

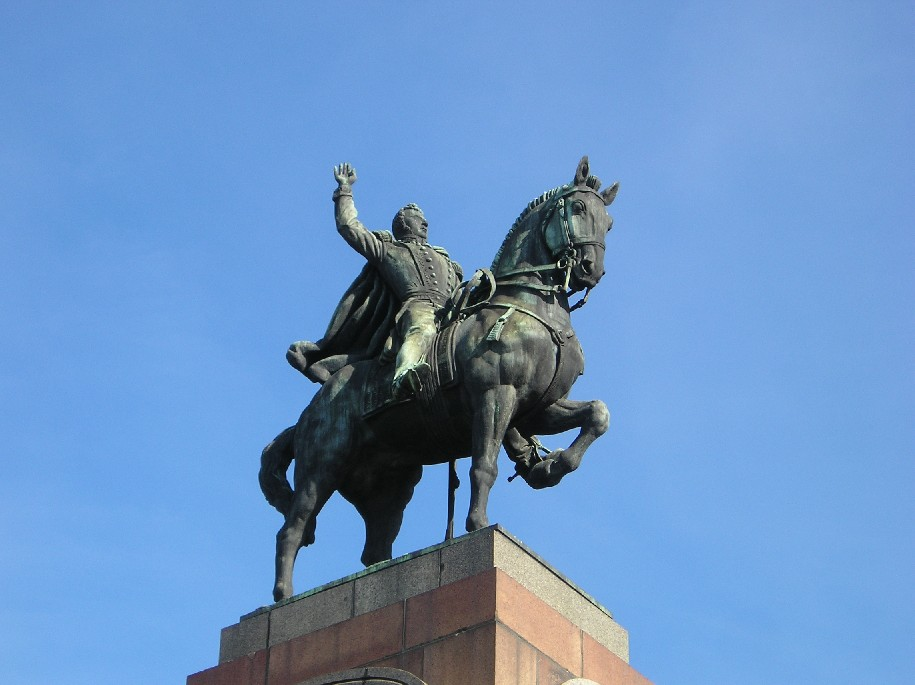
Détail de la statue équestre.

Le monument est installé dans le quartier de  Recoleta à Buenos Aires sur la plaza Julio de Caro, à l'intersection de l'Avenida Alvear (es) et de l'Avenida del Libertador, juste à côté de la Plaza Intendente Alvear (es). Il célèbre le général Carlos María de Alvear (1789-1852), militaire et homme politique argentin, Directeur suprême des Provinces-Unies du Río de la Plata en 1815 et acteur majeur de l'indépendance argentine.
Alvear est représenté sous une statue équestre en bronze, le bras droit levé et la cape volant derrière lui. La statue est placée sur un piédestal de granite rose de 14 m de haut. Le piédestal est cantonné de quatre statues allégoriques en bronze de 3,7 m de haut : La Force, L'Éloquence, La Victoire et La Liberté.

## Historique
Le monument est commandé au sculpteur français Antoine Bourdelle en 1913, sous l'influence du diplomate Rodolfo Alcorta. Lors de la signature du contrat entre l'État argentin et Bourdelle, il est prévu que le monument soit livré en Argentine en 1915. La Première Guerre mondiale interrompt toutefois sa réalisation, les assistants de Bourdelle étant mobilisés et les matériaux nécessaires n'étant plus disponibles.
Bourdelle finit néanmoins l'œuvre après la guerre. Les bronzes sont exposés au Salon des Tuileries en 1923 et sont expédiés en Argentine en 1925. L'œuvre est finalement inaugurée le 16 octobre 1926 en présence du président Marcelo Torcuato de Alvear, petit-fils du général.

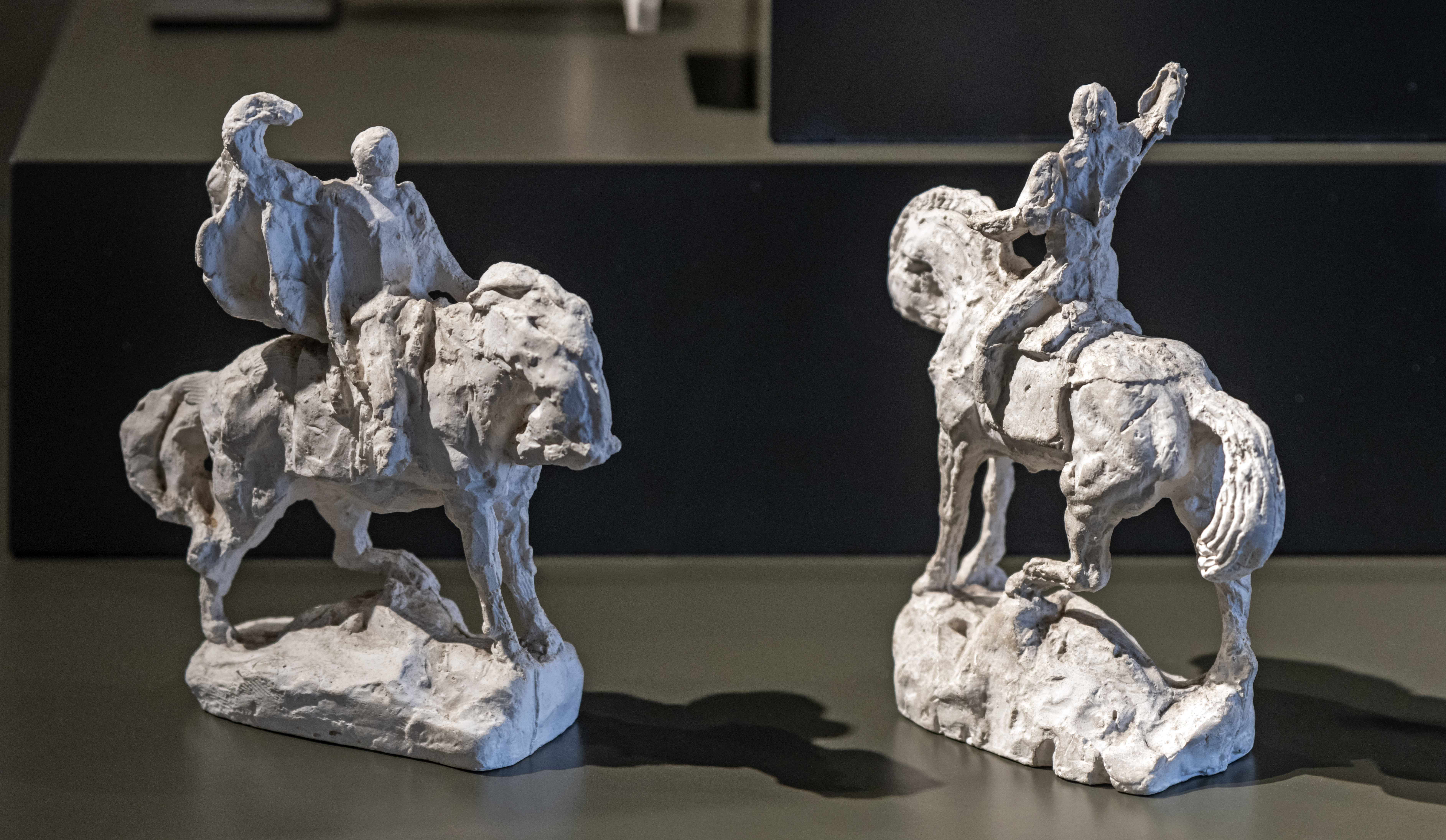
Maquette pour la statue équestre Musée Ingres-Bourdelle
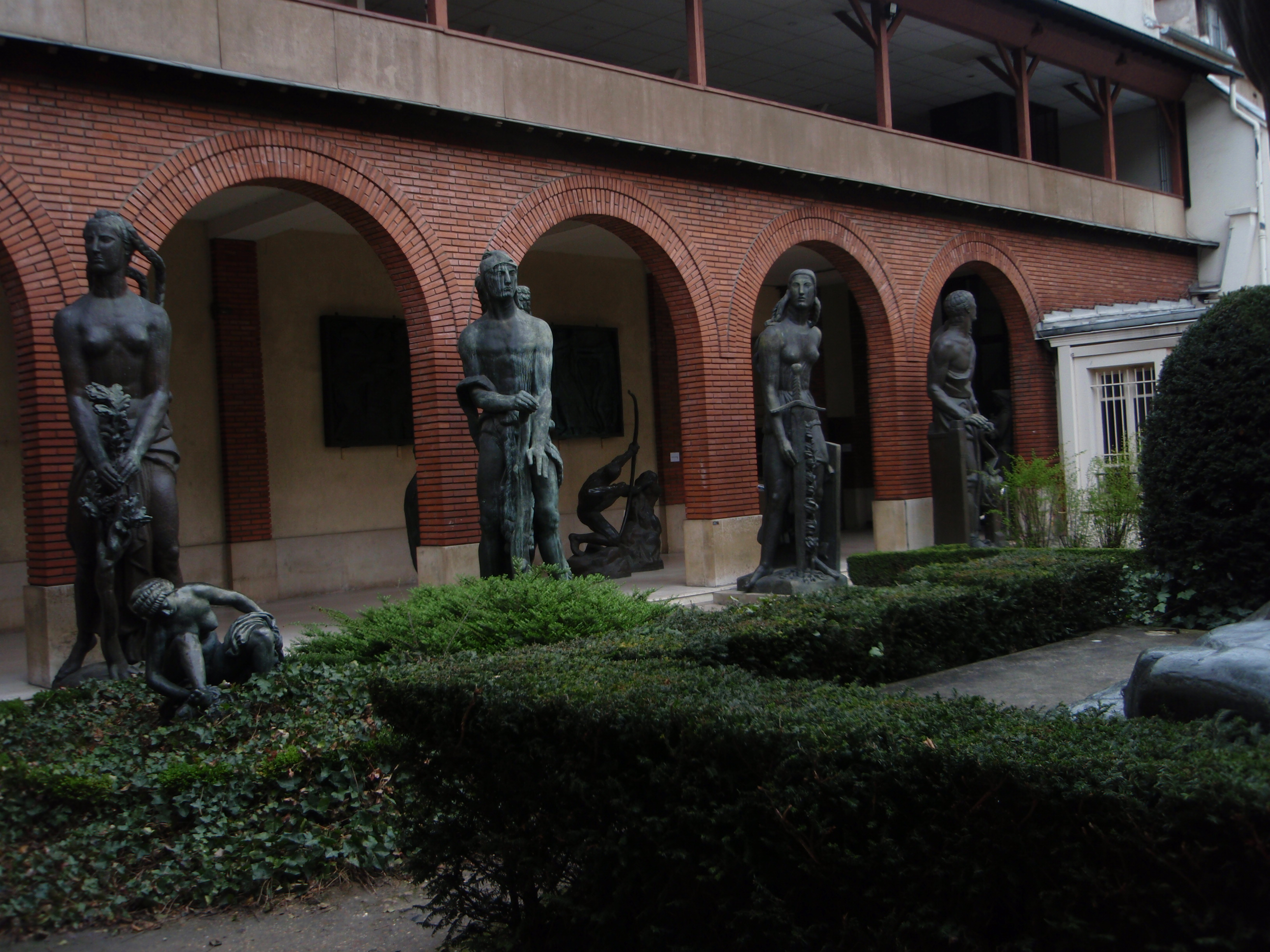
Exemplaires en bronze des quatre allégories au musée Bourdelle à Paris ; de gauche à droite : La Liberté, La Force, La Victoire et L'Éloquence
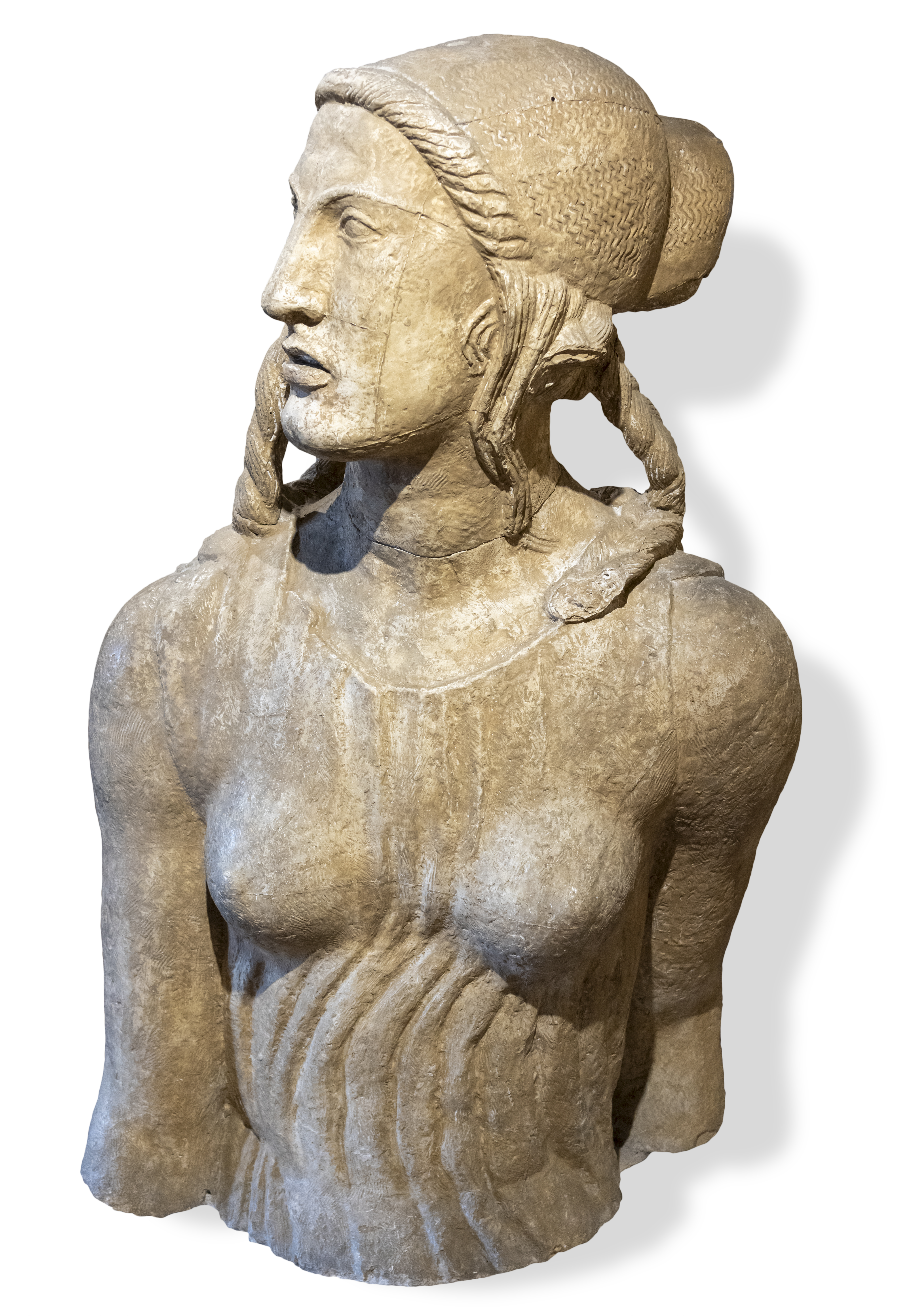
Torse de la Victoire, 1918 Musée Ingres-Bourdelle
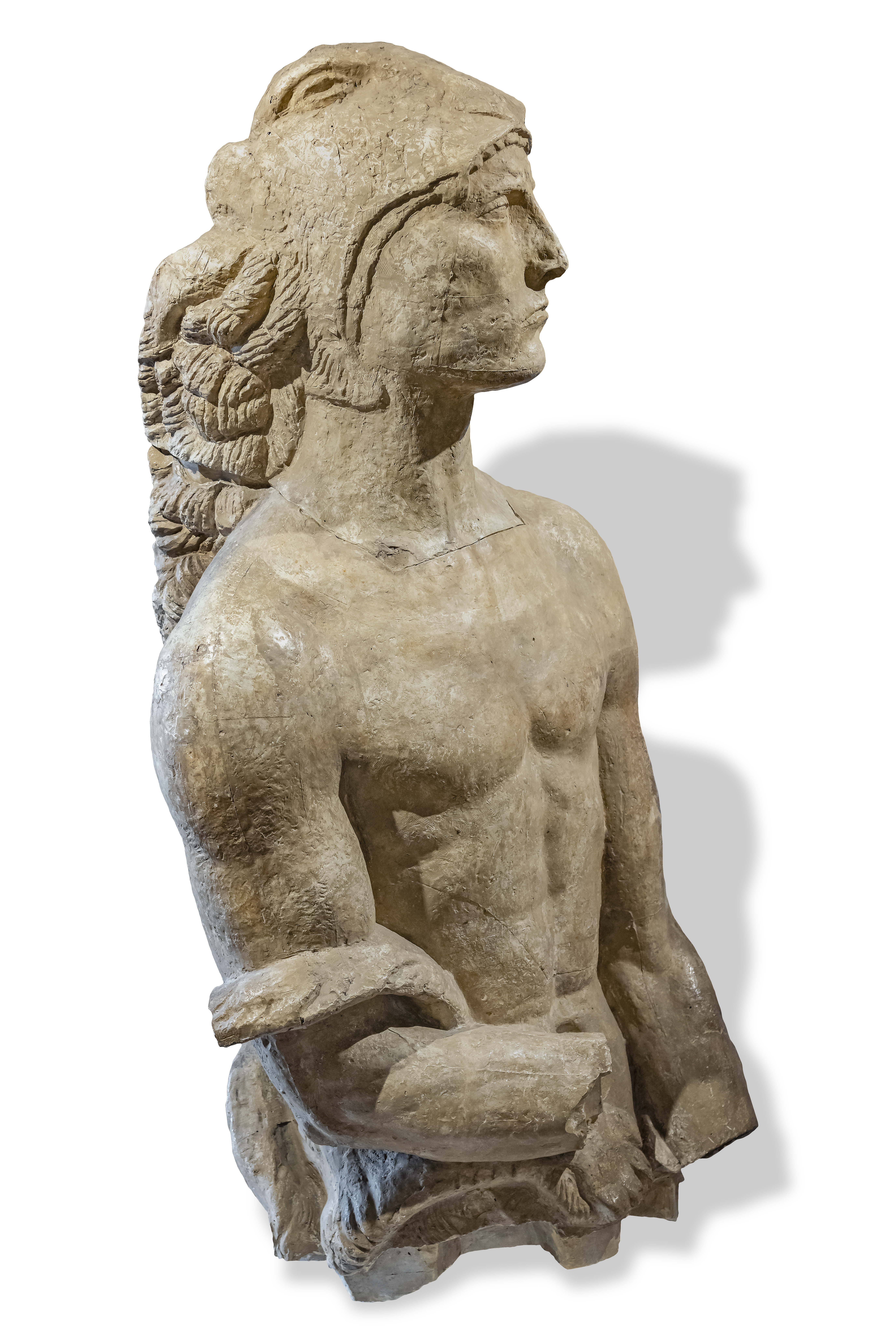
Torse de la Force, 1916 Musée Ingres-Bourdelle